# Климентов, Пётр Платонович
Пётр Платонович Климентов (1904—1985) — советский учёный, доктор геолого-минералогических наук, профессор, известный гидрогеолог. Автор учебников и монографий в области гидрогеологии.

## Биография
Родился 20 августа 1904 г. в Воронеже в многодетной рабочей семье.
Ученик профессора А. А. Дубянского. Работал в Воронежском губземуправлении под руководством старшего брата — будущего знаменитого писателя Андрея Платонова, возглавлявшего с сентября 1923 по май 1926 г. отдел мелиорации ВГЗУ.
С 1930 по 1932 г. учился на курсах ускоренной подготовки при Ленинградском горном институте, в 1932—1934 гг. — в Московском геологоразведочном институте им. С.Орджоникидзе (МГРИ), получил специальность инженера-гидрогеолога.
С 1934 г. преподавал в МГРИ в должностях от ассистента до профессора, 14 лет был деканом гидрогеологического факультета. До 1973 г. зав. кафедрой гидрогеологии и радиогидрогеологии. Подготовил более 50 кандидатов наук, среди них специалисты из десяти стран.
Одновременно с научно-преподавательской деятельностью 30 лет работал в практической геологии: начальник полевых партий и экспедиций, научный руководитель и консультант. Принимал участие в гидрогеологических изысканиях при строительстве Турксиба, промышленных объектов Кузбасса и других.
Во время Великой Отечественной войны руководил организацией резервного водоснабжения Москвы. Многие годы консультировал строительство Московского метрополитена.
Кандидат (1943), доктор (1954) геолого-минералогических наук, профессор (1955).
Заслуженный геолог РСФСР (1980).
Награждён орденом Трудового Красного Знамени и 9 медалями, в том числе медалями МНР и КНР.

## Труды
Автор монографий, учебников для вузов и техникумов, переиздававшихся и после его смерти:
- Общая гидрогеология: учебник для втузов. М.: Недра, 1977.
- Гидрогеология месторождений твердых полезных ископаемых. Ч.2: Учеб.пособие. Недра, 1966 г.
- Общая гидрогеология: учебник для вузов. Высшая школа, 1980 г.
- Динамика подземных вод: Учебник для техникумов. 1985 г.
- Общая гидрогеология. 1971 г.
- Методика гидрогеологических исследований: учебное пособие для вузов. Высшая школа, 1989 г.
- Методика гидрогеологических исследований: учебное пособие для вузов. Высшая школа, 1978 г.
- Динамика подземных вод: учебник. Высшая школа, 1973 г.
- Гидрогеология месторождений твердых полезных ископаемых. Ч.1: Учебное пособие для студентов горных и геологических специальностей вузов. 1966 г.
- Методика гидрологических исследований (Методы полевых гидрологических исследований с основами уче…: учебник для геологоразведочных техникумов. 1967 г.
- Методика гидрогеологических исследований: Учебник для горно-геолог. спец. вузов. М.: Высшая школа, 1989.
- Методика гидрогеологических исследований: Учебник для вузов. М.: Высшая школа, 1978.
- Общая гидрогеология: Учебник для геологоразведочных техникумов. М.: Высшая школа, 1971.

Учебник «Методика гидрогеологических исследований» выдержал шесть изданий в трех странах.